# SATTI
La SATTI (inizialmente Società Anonima Torinese Tranvie Intercomunali, poi Società per Azioni Torinese Tranvie Intercomunali e infine Società per Azioni Torinese Trasporti Intercomunali), è stata una società di trasporto pubblico attiva prevalentemente nella provincia di Torino fino al 1º gennaio 2003, data in cui venne fusa con l'Azienda Torinese Mobilità (ATM) per formare il Gruppo Torinese Trasporti (GTT).

## Storia
La S.A.T.T.I. nacque come emanazione del Comune di Torino dall'esigenza di riorganizzare sotto un'unica gestione le tranvie intercomunali sviluppatesi intorno al capoluogo torinese a cavallo tra il XIX secolo e il XX secolo.
La sua origine può essere ricondotta all'elettrificazione della tranvia Torino–Orbassano–Giaveno, iniziata il 1º gennaio 1928 dalla E.T.O.S. (Esercizio Tranvie di Orbassano e Stupinigi) contestualmente all'acquisizione dalla S.T.T.F.E. (Società Torinese di Tramways e Ferrovie Economiche). 

Nello stesso anno, contestualmente all'elettrificazione del tratto Torino-Orbassano, fu realizzata la diramazione elettrificata Bivio Sanatorio-Sanatorio con partenza da via Settembrini e con percorso totalmente all'interno del comune di Torino.
Il 21 dicembre 1936 la tranvia passò alla nuova società S.A.T.T.O. (Società Anonima Tranvie Torino Ovest), istituita con il compito di completarne l'elettrificazione fino a Giaveno, che ebbe però una vita estremamente effimera venendo fusa il 1º gennaio 1937 con la Società Anonima Tramways di Torino (la cosiddetta società "Belga") per formare la S.A.T.T.I. (Società Anonima Torinese Tranvie Intercomunali), acronimo che venne poi mutato (in data ignota antecedente al 1951) in Società per Azioni Torinese Tranvie Intercomunali.
La S.A.T.T.I. si espanse ulteriormente con l'acquisizione di altre tranvie e con l'assorbimento e la creazione di numerose linee automobilistiche che portarono il suo raggio di azione a superare in qualche caso i confini della provincia di Torino.
Nel 1959 acquisì la ferrovia Canavesana.
Il 22 febbraio 1980 entrò a far parte del consorzio T.T. (Trasporti Torinesi) con l'A.T.M. (Azienda Tranvie Municipali) di Torino, cambiando contestualmente il significato dell'acronimo S.A.T.T.I. in Società per Azioni Torinese Trasporti Intercomunali. 

Il consorzio T.T. fu poi sciolto il 31 dicembre 1996, lasciando divisa la gestione dei servizi di trasporto urbano e suburbano tra A.T.M. e S.A.T.T.I..
Nel 1982 acquisì la ferrovia Torino-Ceres.
Nel dicembre 1998 gli venne affidata dal Consiglio Comunale di Torino la concessione per la costruzione e la gestione della Linea 1 della metropolitana automatica di Torino.
Nel 1999 prese in carico il servizio sulla ferrovia Trofarello-Chieri delle Ferrovie dello Stato (FS), istituendo il collegamento con la Canavesana e la Torino–Ceres attraverso i binari FS del nodo torinese.
Il 1º gennaio 2003 venne fusa con l'A.T.M. di Torino (divenuta nel frattempo Azienda Torinese Mobilità) per formare il G.T.T. (Gruppo Torinese Trasporti)..

## Esercizio
La SATTI stabilì la propria sede in via Giordano Bruno 3 sull'area triangolare (compresa tra la via stessa, il corso Bramante e il sedime ferroviario FS) dove la ETOS aveva realizzato il proprio scalo raccordato con quello di Torino Smistamento e allacciato alla rete tranviaria torinese sul doppio binario urbano della tranvia Torino–Orbassano–Giaveno in corso Stupinigi all'altezza di via Rapallo.

Nel 1959, dopo la chiusura della suddetta tranvia, la SATTI abbandonò le proprie officine di Orbassano, ricollocandole nello scalo torinese che venne così ad assumere anche la funzione di deposito per il materiale rotabile.

### Tranvie intercomunali

#### Tranvia Torino-Moncalieri-Trofarello-Poirino
Il 1º gennaio 1937, all'atto della sua costituzione, la SATTI rilevò dalla Società Anonima dei Tramways di Torino (la cosiddetta "Belga") la tranvia intercomunale Torino-Moncalieri-Trofarello-Poirino, a trazione elettrica, il cui capolinea torinese di piazza Castello era stato spostato nel 1928 in piazza Gran Madre di Dio, prima davanti e poi dietro alla chiesa.
Grazie all'importanza dei centri serviti, alla qualità e alla celerità del servizio e agli orari rispondenti alle esigenze del pubblico, questa linea divenne una delle meglio dotate tra le tranvie intercomunali di Torino, circostanza che dopo il passaggio di gestione alla SATTI determinò un notevole incremento dei viaggiatori, che salirono da 954.000 nel 1936 a 1.130.000 nel 1937 e a 1.250.000 nel 1938.
Un ulteriore incremento del traffico viaggiatori fu determinato alla fine degli anni trenta dall'introduzione in servizio di un cospicuo numero di motrici tranviarie della serie 2500, fornite alla SATTI dalla Azienda Tranvie Municipali (ATM) di Torino e dotate di doppia presa di corrente, ad asta e ad archetto.
Il servizio con le motrici 2500 dell'ATM venne svolto inizialmente tra il capolinea torinese antistante alla stazione ferroviaria di Torino Porta Nuova e la cosiddetta "stazione Valle Sauglio" di Trofarello e successivamente limitato a Borgo d'Aie di Moncalieri.
Il servizio tranviario fu soppresso e sostituito con autobus il 1º giugno 1949 a causa del cattivo stato della linea, compromessa dalla carenza di manutenzione nel periodo bellico.

#### Tranvia Torino–Orbassano–Giaveno
Il 1º gennaio 1937, all'atto della sua costituzione, la SATTI rilevò dalla SATTO la tranvia intercomunale Torino–Orbassano–Giaveno e la sua diramazione Bivio Sanatorio-Sanatorio, entrambe a trazione elettrica, con il capolinea torinese in via Sacchi nei pressi della stazione di Porta Nuova. La nuova linea venne completamente elettrificata, con la completa sostituzione della precedente trazione a vapore, e con l'occasione di realizzò anche un parziale miglioramento dell'assetto viario. Essa fu inaugurata il 1º agosto 1937
Attraversando zone ricche di insediamenti industriali non raggiunte dalla ferrovia, la linea ne favorì i traffici commerciali dimostrandosi particolarmente redditizia per il traffico merci alimentato dalle industrie manifatturiere di Giaveno e Orbassano e dalle cave di pietra di Trana.
La tranvia contribuì inoltre alla valorizzazione della Val Sangone come meta di vacanze per i torinesi, dai quali fu intensamente usata durante la seconda guerra mondiale per passare le notti lontani dai bombardamenti aerei.
Le condizioni precarie del materiale rotabile e dell'armamento nel dopoguerra portarono nel dicembre 1957 all'istituzione sperimentale di alcune corse sostitutive con autobus, la cui progressiva estensione condusse alla totale soppressione del servizio tranviario sulla Torino–Orbassano–Giaveno e sulla diramazione Bivio Sanatorio-Sanatorio il 31 ottobre 1958.

#### Tranvia Torino-San Mauro-Gassino-Chivasso-Brusasco
Nel 1937 la SATTI rilevò dalla Società Anonima dei Tramways di Torino (comunemente chiamata "Belga" per la nazionalità del gruppo proprietario) la tranvia intercomunale Torino-San Mauro-Gassino-Chivasso-Brusasco, a trazione elettrica, con il capolinea torinese in corso Regina Margherita angolo corso San Maurizio.
Con il passaggio di proprietà l'armamento della linea fu sottoposto a un'accurata revisione che consentì di sostenere il progressivo incremento dei viaggiatori, che passò da 53.000 nel 1936 a 70.000 nel 1937 e a 90.000 nel 1938.
Durante la seconda guerra mondiale la tranvia fu intensamente usata da numerosi torinesi per passare le notti lontani dai bombardamenti aerei.
Penalizzata nel dopoguerra dalla carenza di manutenzione del periodo bellico, la linea non fu in grado di soddisfare le crescenti esigenze di frequenza e velocità richieste dall'utenza e fu sostituita con un servizio automobilistico il 1º giugno 1949.

#### Tranvia Torino-Settimo
Nel 1938 la SATTI rilevò dalla S.T.E.P. (Società Trazione Elettrica Piemontese) la tranvia intercomunale Torino-Settimo e la sua diramazione Barca-Bertolla, entrambe a trazione elettrica, e ne spostò il capolinea da corso Regina Margherita, davanti alla caserma dei Vigili del Fuoco, alla vicina stazione-deposito di via Fiocchetto, appena realizzata, provvedendo contemporaneamente al parziale rifacimento del binario e all'incremento del numero delle corse.
Al notevole aumento del traffico viaggiatori che ne conseguì, corrispose una rapida diminuzione del trasporto merci che portò alla soppressione di tale servizio già prima della seconda guerra mondiale.
Nel dopoguerra, analogamente alle altre tranvie intercomunali torinesi, il servizio tranviario si rivelò inadeguato alle richieste della clientela e nel 1954 fu soppresso e sostituito con gli autobus.

### Autolinee

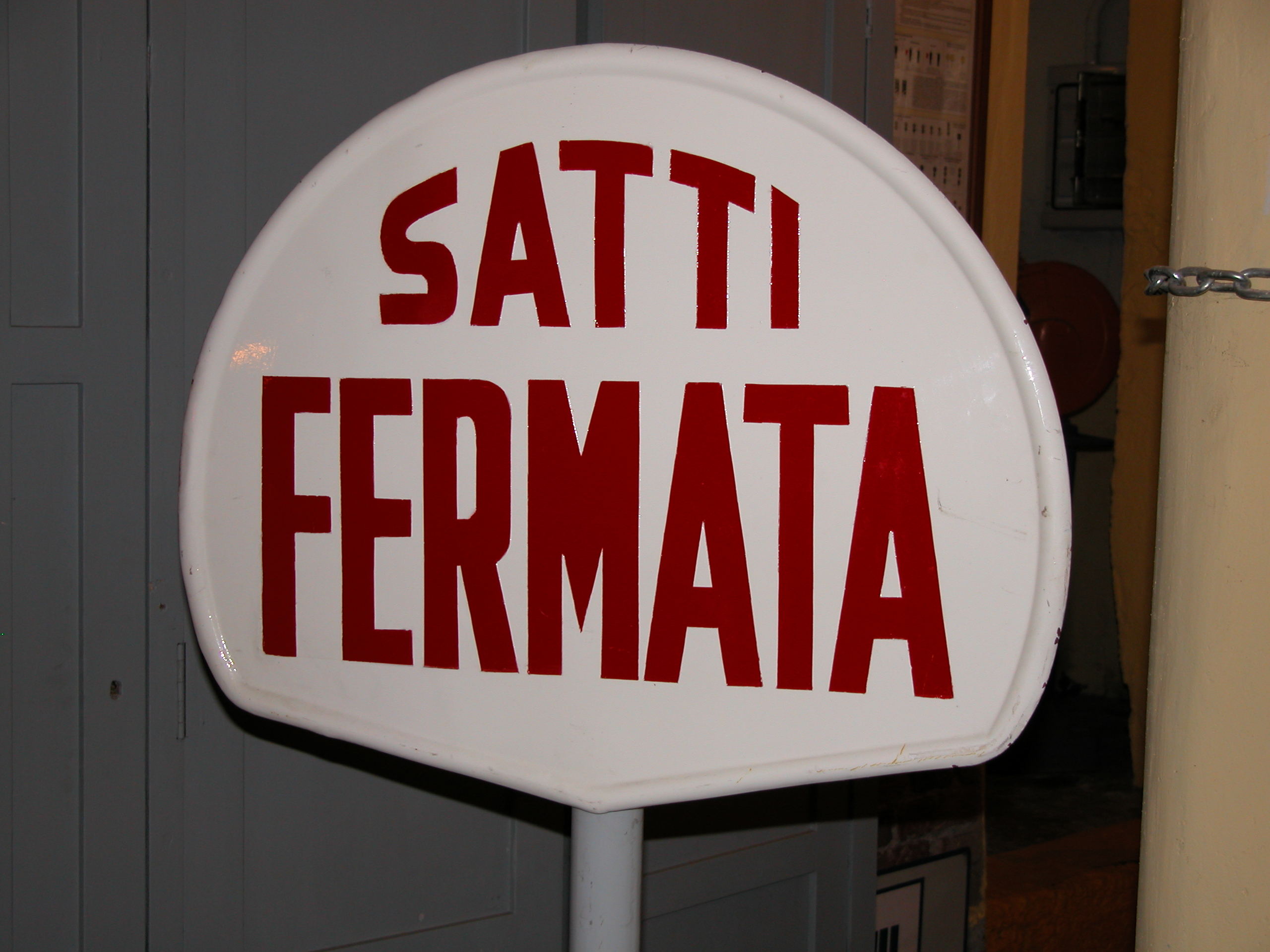
Palina delle fermate delle linee automobilistiche SATTI.

La SATTI gestì inoltre numerose autolinee "intercomunali" fra le quali la Torino-Condove e la Torino-Rubiana.

### Ferrovie e collegamenti ferroviari
La SATTI subentra alle Ferrovie Torino Nord (FTN), concessionarie della Ferrovia Canavesana, acquisendone il materiale rotabile nel 1957 e gli impianti nel 1959 e assume l'esercizio delle linee:
- (Torino Porta Susa)–Settimo–Rivarolo Canavese, con transito sui binari delle Ferrovie dello Stato (FS) da Torino Porta Susa a Settimo;
- Rivarolo Canavese–Castellamonte, soppressa in seguito all'alluvione del 24 settembre 1993;[20]
- Rivarolo Canavese–Pont Canavese.

Nel 1982 subentra poi alla gestione commissariale governativa della Ferrovia Torino Ceres (FTC) acquisendone il materiale rotabile e gli impianti e assumendo l'esercizio del collegamento ferroviario Torino-Ceres.
Il 1º settembre 1997 l'esercizio viene esteso alla Ferrovia Trofarello-Chieri delle FS, sulla quale vengono fatti proseguire i treni della Canavesana che condividono con i treni FS i binari tra le stazioni di Settimo e Trofarello.
Nello stesso periodo è altresì prevista l'istituzione di un analogo collegamento tra Germagnano e Pinerolo attraverso il nodo ferroviario di Torino, ma l'attivazione del servizio, previsto con convogli SATTI e in parte FS, viene rimandata a data da destinarsi.
Il 1º gennaio 2003 le attività ferroviarie della SATTI vengono acquisite dal Gruppo Torinese Trasporti (GTT).

### Raccordi ferroviari
Oltre alle linee autoferrotranviarie la SATTI ebbe in gestione anche importanti raccordi ferroviari cittadini elettrificati in corrente continua a 600 V.

#### FIAT Mirafiori–Torino Smistamento FS
Lo stabilimento FIAT di Mirafiori venne inizialmente collegato, in corrispondenza del piazzale Caio Mario, con un binario provvisorio allacciato agli esistenti binari ATM/SATTI di corso Stupinigi, che vennero così percorsi sia dalle vetture tranviarie intercomunali Torino–Giaveno che dalle tradotte merci tra lo stabilimento FIAT e il raccordo con lo scalo FS di Torino Smistamento situato presso il deposito SATTI di via Giordano Bruno 3.
I binari definitivi di via Onorato Vigliani vennero richiesti dalla FIAT con un atto ufficiale del 17 febbraio 1939 (ancor prima dell'inaugurazione ufficiale dello stabilimento, avvenuta il 15 maggio successivo), che diceva testualmente: «Il collegamento dei nuovi stabilimenti Fiat Mirafiori è stato previsto con un raccordo esterno che sottopassa il corso Stupinigi, si svolge lungo la via Vigliani, sovrappassa la linea di Genova e si inserisce nell'attuale raccordo degli stabilimenti Lingotto». 

Le vicende belliche fecero però ritardare la realizzazione del progetto, che vide la luce soltanto nel 1947 a semplice binario e con l'attraversamento a raso di piazza Caio Mario. L'attraversamento sotterraneo venne realizzato nel 1959 con un'importante variante rispetto al progetto originale del 1939: il sottopassaggio si ramificava infatti in due parti, con il ramo di destra che andava a servire lo stabilimento originario e il ramo di sinistra che entrava nel nuovo stabilimento di Mirafiori Sud realizzato nel frattempo oltre la via Luigi Settembrini.
Il declino del "raccordo Mirafiori - Lingotto", così come chiamato ufficialmente sui documenti FIAT, iniziò il 24 giugno 1981 con l'apertura del nuovo scalo di smistamento FS di Torino Orbassano, a cui la FIAT si collegò con un raccordo a doppio binario esercito con proprie locomotive Diesel. Il servizio SATTI subì una contrazione progressiva che vide l'esercizio ridimensionato a binario unico a partire dal 14 ottobre 1982 e la riduzione alle sole giornate di lunedì e venerdì per un solo turno dal 31 gennaio 1983 fino alla chiusura definitiva a far data dal 1º aprile successivo.

#### Mercati Ortofrutticoli all'Ingrosso–Torino Smistamento FS
La SATTI subentrò fin dall'atto della sua costituzione alla ETOS, che nel 1935 aveva avuto in esercizio da parte del Comune di Torino il raccordo ferroviario tra i M.O.I. (Mercati Ortofrutticoli all'Ingrosso) e lo scalo FS di Torino Smistamento.
Il 30 maggio 1958 venne poi stipulata una convenzione tra il Municipio di Torino e il Ministero dei trasporti per «la continuazione, modifica ed ampliamento del binario di raccordo per i Mercati Ortofrutticoli all'Ingrosso (MOI) e per la Dogana del Ministero delle Finanze», che doveva anch'esso essere elettrificato ed affidato alla SATTI. 

L'ampliamento avviato nel 1958 ed esteso ai coutenti FIAT – Sezione Metalli (ingresso all'angolo tra le vie Giordano Bruno e Arduino) e Cristal Art (ingresso sulla via Zino Zini), raggiunse la piena operatività nel 1962, dopodiché visse alterne vicende che andarono dal raddoppio del binario alla chiusura dei raccordi con i coutenti.
La gestione iniziò a vacillare nei primi anni ottanta per la notevole contrazione del traffico e proseguì fino al 31 maggio 1987 quando, a causa dell'incompatibilità dei suoi binari con la costruzione della galleria di collegamento diretto tra le stazioni di Torino Lingotto e Torino Porta Susa, la SATTI fu costretta ad abbandonare il servizio, che venne successivamente assicurato dalle FS con un proprio binario fino al 31 dicembre 2001, quando i MOI vennero trasferiti presso lo scalo di smistamento FS di Torino Orbassano.

#### Manifattura Tabacchi–Torino Vanchiglia FS
Nel 1938 la SATTI ereditò dalla STEP la tranvia intercomunale Torino–Settimo e il breve raccordo elettrificato (lungo circa 240 m) tra la Manifattura Tabacchi (MT) di corso Regio Parco 142 e lo scalo FS di Torino Vanchiglia. La manutenzione ordinaria delle piccole locomotive elettriche a due assi che effettuavano servizio sul raccordo avveniva localmente, ma per interventi più complessi come quelli sui motori era necessari trasferire le macchine al deposito SATTI di via Giordano Bruno a cura delle FS sul percorso tra gli scali di Torino Vanchiglia e Torino Smistamento. Dopo la chiusura nel 1987 del raccordo MOI la gestione SATTI cessò anche su questo raccordo e le tradotte per la MT vennero prese in carico dalle FS fino alla sua chiusura il 19 marzo 1996.